# 1844 en journalisme
Cet article présente les faits marquants de l’année 1844 en journalisme.

## Évènements
- Création du journal The Globe and Mail.